# Stazione di Piona
A Stazione di Piona vasútállomás Olaszországban, Lombardia régióban, Colico területén található.

## Vasútvonalak
Az állomást az alábbi vasútvonalak érintik:
- Tirano–Lecco-vasútvonal

## Kapcsolódó állomások
A vasútállomáshoz az alábbi állomások vannak a legközelebb:
- Stazione di Dorio
- Stazione di Colico